# Monastère de Dubnica
Le monastère de Dubnica (en serbe cyrillique : Манастир Дубница ; en serbe latin : Manastir Dubnica) est un monastère orthodoxe serbe situé à Božetići, dans le district de Zlatibor et dans la municipalité de Nova Varoš en Serbie. Il est inscrit sur la liste des monuments culturels protégés de la République de Serbie (identifiant no SK 507).
L'église du monastère est dédiée à la sainte Trinité.

## Présentation
Le monastère de Dubnica, dédié à la sainte Trinité, se trouve entre les monts Zlatar et Javor, près de la route Nova Varoš-Ivanjica, dans l'éparchie de Mileševa. Il a été fondé en 1422 ; il a connu son aopogée au milieu du XVIIe siècle sous l'impulsion du patriarche Gavrilo Rajić-Rašković (1595-1659), originaire du village de Štitkovo. Il a plus tard été détruit par les Ottomans.
Après des recherches et des travaux de préservation réalisés par l'Institut pour la protection du patrimoine de Kraljevo, la reconstruction a pu commencer en septembre 2003, avec l'aide de l'éparchie, celle de la municipalité de Nova Varoš et celle du Comité pour la reconstruction du monastère. La reconstruction de l'église a été conduite par l'architecte Veljko Vučković et réalisée par le tailleur de pierre Milijan Đoković de Sirogojno.
À l'intérieur de l'église, l'iconostase a été réalisée par le sculpteur sur bois Miroslav Trbusić de Kragujevac et peinte par Ivan Kovalčik Mileševac de Novi Sad. L'église a été consacrée par l'évêque Filaret en 2007.